# Andreas Alois Ankwicz von Skarbek-Poslawice

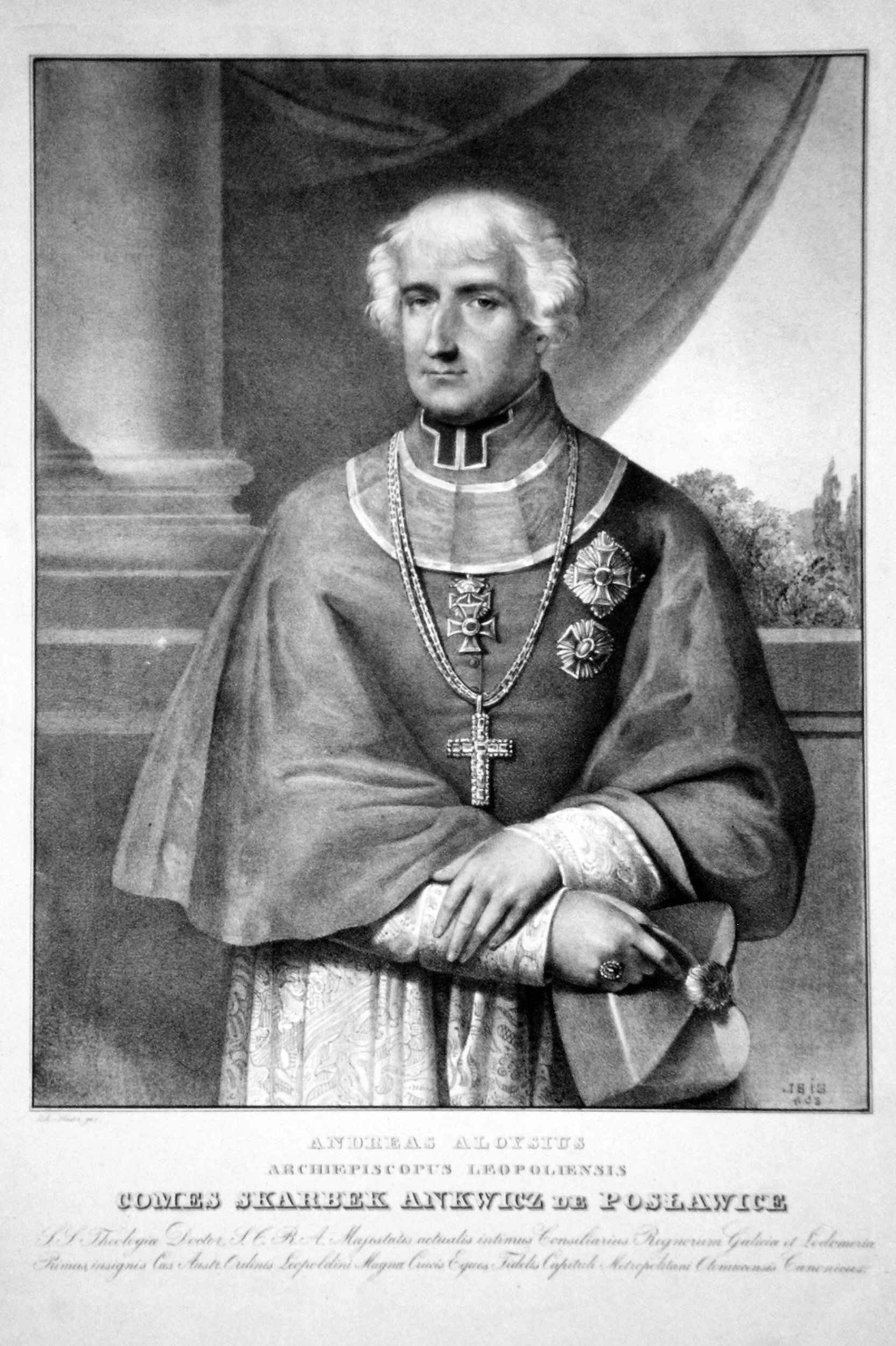
Andreas Alois Ankwicz von Skarbek-Poslawice, Lithographie von Franz Eybl, 1834

Andreas Alois Ankwicz von Skarbek-Poslawice (auch: Andreas Alois Skarbek Ankvicz von Poslavice; polnisch: Andrzej Alojzy Ankwicz; tschechisch: Ondřej Alois Ankwicz ze Skarbek-Poslawice; * 22. Juni 1777 in Krakau; † 26. März 1838) war Erzbischof von Lemberg und von Prag.

## Leben
Andreas Alois Ankwicz studierte in Krakau und Wien und wurde am 2. September 1810 zum Priester geweiht. Danach war er Kanoniker in Olmütz, wo er zum Rektor des Priesterseminars und der theologischen Fakultät berufen wurde. 
Am 25. März 1815 wurde Andreas Alois Ankwicz zum Erzbischof von Lemberg nominiert und am 15. August desselben Jahres durch den Olmützer Erzbischof Maria Thaddäus von Trautmannsdorff geweiht. Er unterstützte die Politik der Habsburger und wurde 1827 von Kaiser Franz II. zum Primas von Galizien ernannt.
Am 30. September 1833 erfolgte die Versetzung auf den Prager Erzbischofsstuhl.